# أوليفر مالتمن
أوليفر مالتمن (بالإنجليزية: Oliver Maltman)‏ هو ممثل بريطاني، ولد في 19 يناير 1976 بلندن في المملكة المتحدة.

## أعمال

### أفلام
- (2014) السيد تيرنر[1][2]

## وصلات خارجية
- أوليفر مالتمن على موقع IMDb (الإنجليزية)
- أوليفر مالتمن على موقع قاعدة بيانات الأفلام العربية
- أوليفر مالتمن على موقع ألو سيني (الفرنسية)
- أوليفر مالتمن على موقع أول موفي (الإنجليزية)
- أوليفر مالتمن على موقع قاعدة بيانات الأفلام السويدية (السويدية)
- أوليفر مالتمن على موقع قاعدة بيانات الفيلم (الإنجليزية)
- أوليفر مالتمن على موقع كينوبويسك (الروسية)